# José Prudencio Padilla
José Prudencio Padilla López (Riohacha, 19 marzo 1784 – Bogotà, 2 ottobre 1828) è stato un militare colombiano.

## Biografia
Dopo aver partecipato alla battaglia di Trafalgar tornò in Sudamerica, ove difese Cartagena dagli Spagnoli, venendo poi esiliato in Giamaica.
Seguace di Simón Bolívar, vinse la battaglia di Maracaibo e si proclamò intendente di Cartagena, suscitando le ire di Bolívar, che lo fece giustiziare.